# Kvelertak
Kvelertak (på dansk Kvælertag) er et norsk musikgruppe fra Stavanger, hvis musik kombinerer hardcore punk, sortmetal og rock and roll. Gruppen, der blev grundlagt i 2007 og først nåede ud til et bredere publikum gennem det norske radioprogram NRK Urørt, har selv brugt genrebetegnelsen "necro 'n' roll" om deres musik.
Gruppens tekster er skrevet på norsk og omhandler blandt andet nordisk mytologi. De har været nævnt i de engelsksprogede rockmagasiner Metal Hammer, Kerrang og Rock Sound, og deres musik har været brugt i filmen Troldjægeren.

## Biografi
Kvelertak fik sit første gennembrud i 2009, hvor de optrådte på Trondheim-festivalen by:Larm og derigennem sikrede sig muligheden for at spille på Roskilde Festival samme år; har gav de en koncert, der blev set af omkring 3.000 mennesker. Senere i år 2009 blev gruppen booket til Øyafestivalen, samtidig med at den blev den årlige Urørt-konkurrence på NRK P3. Mod slutningen af året skrev Kvelertak kontrakt med det norske uafhængige pladeselskab Indie Recordings, og i maj 2010 udgav gruppen singlen "Mjød" til download, sammen med en musikvideo. Singlen blev siden hen kåret til "Single Of The Week" på BBC Radio One to uger i træk.
To måneder senere, 21. juni 2010, udgav gruppen sit selvtitulerede debutalbum Kvelertak, der blev mødt med positive anmeldelser i Norge.. Albummet har siden modtaget et guldcertifikat efter at have solgt mere end 15.000 eksemplarer.
Den 19. februar 2011 modtog Kvelertak Statoil-stipendet på 1 million norske kroner under by:Larm. Legatet har til formål at give norske kunstnere større mulighed for at markedsføre sig internationalt. Gruppen har således siden udgivelsen af debutalbummet været på adskillige turnéer, og spillede blandt andet på Copenhell i København og givet koncerter i Århus og København i december 2011. Foruden stipendiet vandt Kvelertak også to Spellemannpriser for pladen, i kategorierne "Rock" og "Årets nye navn".
Gruppens andet album, Meir, blev udgivet i marts 2013 og albummets første single, "Bruane Brenn", blev udgivet i Skandinavien 21. januar, 2013.
Den 16. Juli 2018 valgte Forsanger Erlend Hjelvik at meddele sin afgang fra bandet, dette blev offentliggjort i en officiel udmeldelse på facebook 

## Medlemmer
- Ivar Nikolaisen Vokal (2018- [9]
- Erlend Hjelvik – vokal (til 2018)
- Bjarte Lund Rolland – Guitar
- Maciek Ofstad – Guitar/Vokal
- Vidar Landa – Guitar
- Kjetil Gjermundrød – Trommer
- Marvin Nygaard – Bas

## Diskografi

### Studieudgivelser
- Kvelertak (2010)
- Meir (2013)
- Nattesferd (2016)

### Demoer
- "Westcoast Holocaust" (2007)